# 보르보네파르마 공주 카롤리나
보르보네파르마 공주 카롤리나(Princess Carolina of Bourbon-Parma, Marchioness of Sala, 1974년 6월 23일 ~ )는 네덜란드 공주 이레너와 파르마 공작 카를로스 우고의 넷째이자 막내다. 그녀는 부르봉파르마 왕가의 일원이자 네덜란드 왕실의 연장자이기도 하다. 베아트릭스 여왕이 1996년 발표한 왕실 법령에 따라 이레네는 네덜란드 왕실의 연장자로서 '네덜란드 공주 마리아 카롤리나'의 양식과 작위를 받을 권리가 있다.